# Teorema de Euclides-Euler

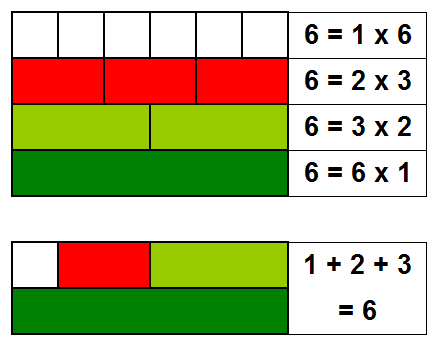
Mostrando, a través de las barras de Cuisenaire, que el 6 es un número perfecto.

El  teorema de Euclides–Euler es un teorema  de la teoría de números que relaciona los números perfectos con los números primos de Mersenne. Afirma que un número par es perfecto si y sólo si  tiene la forma  {\displaystyle 2^{p-1}(2^{p}-1)}, donde {\displaystyle 2^{p}-1} es un número primo. El teorema lleva el nombre de los matemáticos Euclides y Leonhard Euler, que demostraron respectivamente los aspectos "si" y "sólo si" del teorema.
Se ha conjeturado que existen infinitos números primos de Mersenne. Aunque la verdad de esta conjetura sigue siendo desconocida, es equivalente, por el teorema de Euclides-Euler, a la conjetura de que hay infinitos números perfectos pares. Sin embargo, también se desconoce si existe incluso un único número perfecto impar.

## Teorema y ejemplos
Un número perfecto es un número natural  que es igual a la suma de sus divisores propios, los números que son menores que él y lo dividen en partes iguales (con resto cero). Por ejemplo, los divisores propios de 6 son 1, 2 y 3, que suman 6, por lo que 6 es perfecto.
Un número primo de Mersenne es un número primo  de la forma {\displaystyle 2^{p}-1}. Para que un número de esta forma sea primo, el propio {\displaystyle p} debe ser también primo, pero no todos los primos dan lugar a primos de Mersenne de esta forma. Por ejemplo, 23 − 1 = 7 es un primo de Mersenne, pero 211 − 1 = 2047 = 23 × 89  no lo es.
El teorema de Euclides–Euler afirma que un número natural par es perfecto si y sólo si  tiene la forma {\displaystyle 2^{p-1}M_{p}}, donde {\displaystyle M_{p}} es un primo de Mersenne. El número perfecto 6 proviene de {\displaystyle p=2} de este modo, ya que 22−1{\displaystyle M}2 = 2 × 3 = 6, y el primo de Mersenne 7 corresponde de la misma manera al número perfecto 28.

## Historia
Euclides probó que {\displaystyle 2^{p-1}(2^{p}-1)} es un número par perfecto siempre que {\displaystyle 2^{p}-1} es primo. Este es el último resultado sobre la teoría de números en los Elementos de Euclides. Euclides expresa el resultado afirmando que si una serie geométrica finita que comienza en 1 y tiene razón 2 tiene una suma prima {\displaystyle q}, entonces esta suma multiplicada por el último término {\displaystyle t} de la serie es un número perfecto. Expresado en estos términos, la suma {\displaystyle q} de la serie finita es el primo de Mersenne {\displaystyle 2^{p}-1} y el último término {\displaystyle t} de la serie es la potencia de dos {\displaystyle 2^{p-1}}. Euclides demuestra que {\displaystyle qt} es perfecto, observando que la serie geométrica de razón 2 que empieza en {\displaystyle q}, con el mismo número de términos, es proporcional a la serie original; por tanto, como la serie original suma {\displaystyle q=2t}, la segunda serie suma  {\displaystyle q(2t-1)=2qt-q}, y la suma de las dos series es {\displaystyle 2qt}, el doble del número perfecto supuesto. Sin embargo, estas dos series son disjuntas entre sí y (por ser {\displaystyle q} primo) agotan todos los divisores de {\displaystyle qt}, por lo que {\displaystyle qt} tiene divisores que suman {\displaystyle 2qt}, demostrando que es perfecto.
Más de un milenio después de Euclides, Alhazen, hacia el año 1000 de nuestra era, conjeturó que cualquier número perfecto par es de la forma {\displaystyle 2^{p-1}(2^{p}-1)} donde {\displaystyle 2^{p}-1} es primo, pero no pudo demostrar este resultado. No fue hasta el siglo XVIII, más de 2.000 años después de Euclides, cuando Leonhard Euler demostró que la fórmula {\displaystyle 2^{p-1}(2^{p}-1)} da lugar a todos los números perfectos pares. Así pues, existe una relación biunívoca entre los números perfectos pares y los primos de Mersenne; cada primo de Mersenne genera un número perfecto par, y viceversa. Después de la demostración de Euler del teorema de Euclides-Euler, otros matemáticos han publicado diferentes demostraciones, como Victor-Amédée Lebesgue, Robert Daniel Carmichael, Leonard Eugene Dickson, John Knopfmacher, and Wayne L. McDaniel. La demostración de Dickson, en particular, se ha utilizado habitualmente en los libros de texto.
Este teorema se incluyó en una lista web de los "100 mejores teoremas matemáticos", que data de 1999, y que más tarde fue utilizada por Freek Wiedijk como benchmark para probar la potencia de diferentes asistentes de demostración . En 2021, la demostración del teorema de Euclides-Euler se había formalizado en 5 de los 10 asistentes de demostración registrados por Wiedijk.

## Demostración
La prueba de Euler es corta y depende del hecho de que la función de suma de divisores {\displaystyle \sigma } es multiplicativa; es decir, si {\displaystyle a} y {\displaystyle b} son dos enteros cualesquiera primos entre sí, entonces {\displaystyle \sigma (ab)=\sigma (a)\sigma (b)}. Para que esta fórmula sea válida, la suma de los divisores de un número debe incluir el propio número, no sólo los divisores propios. Un número es perfecto si y sólo si su suma de divisores es el doble de su valor.

### Suficiencia
Un sentido del teorema (la parte ya demostrada por Euclides) se deduce inmediatamente de la propiedad multiplicativa: todo primo de Mersenne da lugar a un número perfecto par. Cuando {\displaystyle 2^{p}-1} es primo, {\displaystyle \sigma (2^{p-1}(2^{p}-1))=\sigma (2^{p-1})\sigma (2^{p}-1).} Los divisores de {\displaystyle 2^{p-1}} son {\displaystyle 1,2,4,8,...,2^{p-1}}.  La suma de estos divisores es una serie geométrica cuya suma es {\displaystyle 2^{p}-1}. Luego, como  {\displaystyle 2^{p}-1} es primo, sus únicos divisores son 1 y él mismo, así que la suma de sus divisores es {\displaystyle 2^{p}}.
Combinando estas expresiones,{\displaystyle {\begin{aligned}\sigma (2^{p-1}(2^{p}-1))&=\sigma (2^{p-1})\sigma (2^{p}-1)\\&=(2^{p}-1)(2^{p})\\&=2(2^{p-1})(2^{p}-1).\end{aligned}}}Por tanto, {\displaystyle 2^{p-1}(2^{p}-1)} es perfecto.

### Necesidad
En el otro sentido, supongamos que se ha dado un número perfecto par, y lo factorizamos parcialmente como {\displaystyle 2^{k}x}, donde {\displaystyle x} es impar. Para que {\displaystyle 2^{k}x} sea perfecto, la suma de su divisores tiene que ser dos veces su valor:
| {\displaystyle 2^{k+1}x=\sigma (2^{k}x)=(2^{k+1}-1)\sigma (x).} | \| \| \| \| \| \| \| \| | (∗) |
|                                                                 |                         |     |
|                                                                 |                         |     |

El factor impar {\displaystyle 2^{k+1}-1} en el lado derecho de (∗) es al menos 3, y  tiene que dividir a {\displaystyle x}, el único factor impar en el lado izquierdo, así que {\displaystyle y=x/(2^{k+1}-1)} es un divisor propio de {\displaystyle x}. Dividiendo ambos lados de (∗) por el factor común {\displaystyle 2^{k+1}-1} y teniendo en cuenta los divisores conocidos {\displaystyle x} e {\displaystyle y} de {\displaystyle x} se obtiene:
{\displaystyle 2^{k+1}y=\sigma (x)=x+y+{\text{otros divisores}}=2^{k+1}y+{\text{otros divisores}}}
Para que esta igualdad sea cierta,  no puede haber otros divisores. Por tanto, {\displaystyle y} tiene que valer 1, y {\displaystyle x} tiene que ser un número primo de la forma {\displaystyle 2^{k+1}-1}.